# Raul Teixeira
José Raul Teixeira, plus connu sous le nom de Raul Teixeira, est un professeur, conférencier et médium brésilien, considéré comme un des principaux divulgateurs actuel du spiritisme.

## Biographie
Natif de la ville de Niteroi près de Rio de Janeiro, Raul Teixeira a obtenu une licence en physique, puis une maîtrise en éducation à l'université fédérale de Fluminense et un doctorat en éducation à l'université Estadual Paulista. Il est actuellement professeur retraité de l'université de Fluminense,.
Raul Teixeira est un des fondateurs du centre social spirite "Sociedade Espírita Fraternidade" située à Niteroi.
Il a voyagé dans tous les états du Brésil et dans 45 pays afin d'animer des conférences sur le spiritisme. Il participe fréquemment aux émissions de la télévision brésilienne.

## Liste des livres psychographiés
Raul Texiera est également médium psychographe et a produit 32 ouvrages, tous publiés aux éditions Editora Fráter :
| Titre                                                                      | attribué à l'esprit ...                                              |
| -------------------------------------------------------------------------- | -------------------------------------------------------------------- |
| A Carta Magna da Paz (La carte de la Paix)                                 | Camilo                                                               |
| Ações Corajosas para Viver em Paz (Actions courageuses pour vivre en Paix) | Benedita Maria                                                       |
| Ante o Vigor do Espiritismo (Face à la force du spiritisme)                | Divers esprits                                                       |
| Aprenda a Conversar com o seu Anjo (Apprendre à parler avec votre ange)    | Levy                                                                 |
| Caminhos para o Amor e a Paz (Les voies de l'Amour et de la Paix)          | Ivan de Albuquerque                                                  |
| Cântico da Juventude (Le chant de la jeunesse)                             | Ivan de Albuquerque                                                  |
| Cintilação das Estrelas (La scintillation des étoiles)                     | Camilo                                                               |
| Correnteza de Luz (Flot de lumière)                                        | Camilo                                                               |
| Desafios da Educação (Les défis de l'éducation)                            | Camilo                                                               |
| Desafios da Mediunidade (Les défis de la médiumnité)                       | Camilo                                                               |
| Desafios da Vida Familiar (Les défis de la vie familiale)                  | Camilo                                                               |
| Diretrizes de Segurança (Consignes de sécurité)                            | (livre non psychographié de Raul Teixeira et Divaldo Pereira Franco) |
| É Melhor ser Amigo (Il vaut mieux être un ami)                             | Levy                                                                 |
| Educação e Vivências (L'éducation et l'expérience)                         | Camilo                                                               |
| Em Nome de Deus (Au nom de Dieu)                                           | José Lopes Neto                                                      |
| Em Serviço Mediúnico (Au service des médiums)                              | Hans Swigg                                                           |
| Exaltação ao Brasil (Exaltation au Brésil)                                 | Sebastião Lasneau                                                    |
| Justiça e Amor (Justice et Amour)                                          | Camilo                                                               |
| Lições de Amor e Vida (Leçons d'amour et de vie)                           | Rosângela Costa Lima                                                 |
| Não Vale a Pena Mentir                                                     | Levy                                                                 |
| No Rumo da Sublime Estrela (Vers l'étoile Sublime)                         | Divers esprits                                                       |
| Nos Passos da Vida Terrestre (Dans les pas de la vie terrestre)            | Camilo                                                               |
| O Sonho de Toninha (Le rêve de Toninha)                                    | Rosângela Costa Lima                                                 |
| Para uma Vida Melhor na Terra (Pour une meilleure vie sur Terre)           | Divers esprits                                                       |
| Para Uso Diário (Pour tous les jours)                                      | Joanes                                                               |
| Quando a Vida Responde (Quand la vie répond)                               | Divers esprits                                                       |
| Quem é o Cristo? (Qui est le Christ ?)                                     | Francisco de Paula Vítor                                             |
| Revelações da luz (Révélations de la lumière)                              | Camilo                                                               |
| Rosângela (Rosengela)                                                      | Rosângela Costa Lima                                                 |
| Vereda Familiar (Le chemin de la famille)                                  | Thereza de Brito                                                     |
| Vida e Mensagem (La vie et le message)                                     | Francisco de Paula Vítor                                             |
| Vozes do Infinito (Les voix de l'infini)                                   | Divers esprits                                                       |

## Source de l'article
- (pt) Cet article est partiellement ou en totalité issu de l’article de Wikipédia en portugais intitulé « José Raul Teixeira » (voir la liste des auteurs).